# 彩疊棋
彩疊棋（LYNGK）是比利時抽象策略遊戲設計師Kris Burm在2017年推出的兩人棋類，遊戲方式融合星盤眾棋計畫六棋。
此棋是Kris Burm的星盤眾棋計畫七棋之一，主題為『融合』。